# Szangthu
A szangthu (상투) a házas férfiak által viselt hagyományos koreai frizura. Kínai forrásokban csukje "추계(推髻)" vagy  szukje "수계(竪髻)" néven is említik. A szangthu történetét visszavezethetjük a koreai történelem korai időszakáig, már megjelenik a sillai kerámia lovas alakjain is és a Kogurjo sírfreskóin is.  A freskókon látható szangthu formák között nagy és kerek, kicsi, valamint páros szangthu is szerepel, a nagyobb szangthuk gyakran láthatók harcos alakokon, míg a kicsi inkább a nemesek, vagyis a jangbanok (양반) között volt jellemző.
| Koreai név                                     | Koreai név |
| ---------------------------------------------- | ---------- |
| Hangul                                         | 상투       |
| A koreai nyelv átdolgozott latin betűs átírása | sangtu     |
| McCune–Reischauer-átírás                       | sangt'u    |

## Története
1278-ban Chungnyeol király parancsára a tisztviselők mongol stílusú copfot viseltek, amelyet a fej hátsó részére kötöttek, és csak a hajat hagyták a fejtetőn. Gongmin király idején azonban ismét hordták a csúcscsomót, a Csoszon-dinasztia idején pedig portrékon és zsánerfestményeken is megfigyelhető a csúcscsomó használata.
A Csoszonban élő emberek, legyenek azok közemberek vagy a felső osztályhoz tartozók, mind egyetértettek abban, hogy a test, ideértve a haj és a bőr is, szüleiktől származik, és ezért nem szabad azt megsérteni vagy károsítani. A test sértése a szülők csontjainak és húsának sértésével ért fel, ezért tiszteletlenségnek számított a szülőkkel szemben. A buddhista szerzetesek viszont a tonzúrát viselték, mivel úgy vélték, hogy a hajvágás elvágja a világi vágyakat. Ez a frizura Koreában és Japánban is elterjedt.  
Felső csomó nélkül senki sem tekinti férfinak az illetőt, és nem jár ki neki a kellő tisztelet sem. Miután megkapja az új hajviseletét, azzal együtt már vállalja, hogy a család méltóságáért is felelős lesz és ezután új kötelességek is terhelhetik a vállát. Ez azt jelenti, hogy részt vesz az ősi szokásokban és imádságokban, és az ősei szellemei is elismerik. 

Az életkor nem volt meghatározó tényező ebben az átmenetben, csak a frizura léte számított. Lillias Underwood, egy korai amerikai misszionárius Koreában, így írt erről:
Bármilyen öreg is volt valaki, ha nincs csúcsfontja, soha nem tekintették férfiként, és nem is kezelték úgy. Miután viszont felfűzte a csúcsfontot, bármilyen fiatal volt is, azonnal megkapta a családfő méltóságát és felelősségeit, részt vett az ősök tiszteletére és imájára tett ajánlatokban az ősök oltárainál, és az ősök szellemei is elismerték őt a család egyik tagjaként, akit tisztelettel kell kezelniük, és áldaniuk kell.
Egy magyar utazó püspök, Vay Péter is említést tett erről a hajviseletről:
Fiú és leány hosszú hajfonatot hord, mely míg nőtlenek, a leánynál két, a fiúknál egy fonatban lóg a háton. Az esküvőt megelőző napon a menyasszony barátnői és a vőlegény barátai tűzik föl azt. De míg a leánynak megtoldják vendéghajjal, a legény leberetválja fejét és csak annyit tart meg, hogy apró kontyba köthesse feje tetején. És e kontyra büszkébb Korea fia, mint egy koronára. E konty mutatja a világnak, hogy nős férfi, hogy független, egyszóval, hogy állampolgár.
Ebből is látszik, hogy korábban a koreai fiúk csak akkor váltak igazi férfivá, amikor megnősültek és a hajukat felkötötték csúcsfontba.
Isabella L. Bishop arról ír, hogy amikor egy fiú eljegyezi magát vagy házasságra készül, egy ünnepélyes szertartást tartanak, ahol megfelelő tanúk és funkcionáriusok jelen vannak, köztük asztrológusok vagy jövendőmondók. A haját, amely eddig hosszú fonatként húzódott le a hátán, levágják egy kis körívből a feje tetején, majd a maradék hajat felfelé fésülik és szorosan megkötik a lenyírt hely fölött. A hajat összecsavarják és egy kis tömör csomóvá formálják, amely általában borostyán-, korall-, ezüst- vagy aranytűvel van díszítve. Ezután egy szalagot rögzítenek a fej körül a felső csomó alatt és a fülek felett, hogy minden kósza szál szépen a helyén maradjon. Ezt követően új ruhát öltenek magukra, főleg egy hosszú kabátot, jelképezve ezzel a fiúból férfivá válást. Aztán ünnepi lakomát rendeznek, ahol a fiú apjának barátai gratulálnak neki. Még aznap, vagy a következő napon megházasodik, bár néhány fiú így hordja a haját már az eljegyzés idején is.
A szegény vagy testi fogyatékkal élő emberek, akik nem tudtak nősülni, függetlenül koruktól, negatív megjegyzésekkel illették. Annak érdekében, hogy ezt elkerüljék, néhány férfi néha szangthut viselt, hogy úgy tűnjön, mintha már házas lenne. Ezért ezeket a szangthukat  konszangthunak (건상투)  nevezték, vagyis "házasság nélküli szangthunak". Érdekes megfigyelni, hogy sok keresztény hitre áttérő is levágja a szangthuját, miután megtért. Ez a lépés a régi élet és babonák levetését szimbolizálja.

## Eltűnése

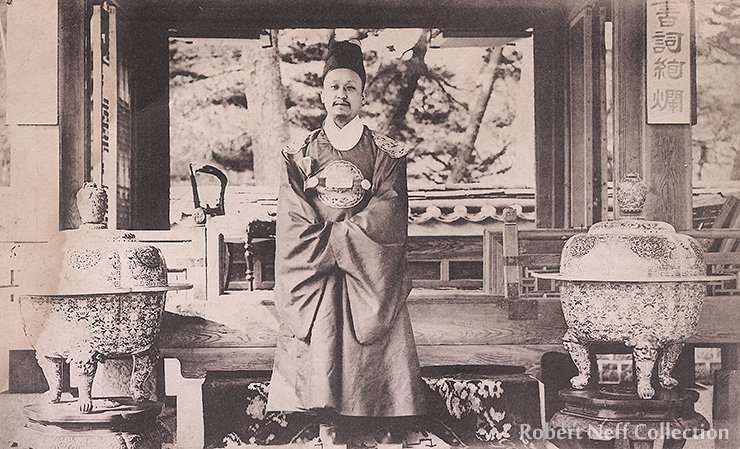
Kodzsong király 1883-84-ben. Robert Neff gyűjtemény

1895. december 30-án, éjfél előtt Kodzsong király a januári reformok egyik első áldozata lett, amelyek közül a legmeghökkentőbb az volt, hogy minden koreai férfiról levágták a szangthut. Egy japán borbély levágta a király és más rangos személyek csomóját, miközben az ellenállókat súlyos büntetésekkel fenyegették. Még az utcán élők haját is erőszakkal eltávolították. 

Szöuli lakosok kénytelenek voltak elfogadni a helyzetet. Underwood ezt írta: 
Mindenhol mogorva, dühös arcokat lehetett látni, és folyamatosan panaszkodásokat és jajveszékeléseket lehetett hallani minden házban, mert a nők még nehezebben viselték el a kialakult helyzetet, mint a férfiak.
Huntley szerint: 
Néhányan, akiket kényszerrel leborotváltak, döbbenten és jajgatva járkáltak az utcákon, a levágott hajukat az ölükben tartva, mintha halott gyermeküket vinnék.
A reform hatására a városkapun kívüliek ellenálltak és nem voltak hajlandóak megválni a koreaiságuk és férfiasságuk jelképétől a városiakkal ellentétben. Ennek eredményeként a kereskedők és a hordárok nem hozták a városba a nagyon szükséges rizs- és egyéb rakományaikat. Az időjárás romlásával és a fa- és rizskészletek apadásával ezen áruk ára jelentősen megugrott. Körülbelül két hét elteltével a koreai kormány újabb rendeletet adott ki, amelyben kimondta, hogy a hajvágás többé nem kötelező. A tiltás két hét múlva feloldódott, de sokak számára további problémát okozott, mert attól tartottak, hogy támadás éri őket a vidéki lakosoktól. A hajvágás később is politikai eszközként szolgált Koreában. Azok, akiknek nem volt más választásuk és kimentek vidékre, néha ötletes kifogásokhoz folyamodtak – azt állították, hogy szellemek vagy goblinok vágták le a hajukat, miközben Szöul elsötétült utcáin bolyongtak.
Az 1970-es években a hosszú hajú diákokat gyakran megállították a rendőrök, és ha szerencséjük volt, figyelmeztették őket, hogy vágassák le a hajukat. A szerencsétlenek hajvágást kaptak a rendőröktől.

## Fordítás
Ez a szócikk részben vagy egészben  a   Sangtu (Korean topknot)" című angol Wikipédia-szócikk ezen változatának fordításán alapul.  Az eredeti cikk szerkesztőit annak laptörténete sorolja fel. Ez a jelzés csupán a megfogalmazás eredetét és a szerzői jogokat jelzi, nem szolgál a cikkben szereplő információk forrásmegjelöléseként.